# Nationaal park Monte Alén
Het Nationaal park Monte Alén (Spaans: Parque nacional de Monte Alén) is een nationaal park in het midden van Equatoriaal-Guinea. Het park werd opgericht in 1990 en het is met 2.000 km² het grootste nationale park van Equatoriaal-Guinea. In het park leeft de goliathkikker, de grootste kikker van de wereld, en de jacht op deze kikker is verboden. 

## Geografie en omgeving
Het park heeft een oppervlakte van 2.000 km² en ligt binnen het hoogtebereik van 300-1.250 m. Het werd in 2000 bij presidentieel decreet uitgeroepen tot nationaal park, naast 13 andere gebieden.
De hoogste toppen van Monte Alén en Monte Mitra liggen binnen de grenzen van het park. De rivier de Uoro ligt ten westen van het park. Het oostelijke deel van het park wordt begrensd door de weg Niefang-Gabon. Er zijn enkele rotspartijen. Het hele stroomgebied van het Atocmeer is bebost. Trekkingpaden zijn goed aangelegd in het park. Houtkap in het park wordt volledig gecontroleerd.

## Klimaat
Het klimaat is warm en vochtig equatoriaal, met een gemiddelde temperatuur van ongeveer 25 °C in het laagland en 20-23 °C in de hooglanden. De gemiddelde jaarlijkse regenval ligt tussen 3.000-3.500 mm.

## Fauna
Het park heeft 105 zoogdiersoorten, waaronder 16 soorten primaten, zoals zwarte franjeaap, roodkopmangabey, mandril, westelijke gorilla en chimpansee. Kleine aantallen savanneolifanten komen voor in het park en in het park is ook de zeldzame Crocidura grassei gevonden.
In het park zijn 65 soorten reptielen waargenomen, waaronder krokodillen. Onder de amfibieën zijn Petropedetes palmipes, Leptodactylodon stevarti en de goliathkikker.

### Important Bird Area
In het park zijn 265 vogelsoorten waargenomen en het park is aangewezen als Important Bird Area door BirdLife International vanwege het belang voor significante populaties van 164 soorten, waaronder bosrupsvogel, budongoboszanger, gabonpoederdonsklauwier, gabonvliegenvanger, grijsnekkaalkopkraai, Herberts boszanger, Tessmanns vliegenvanger, Zenkers honingspeurder en mogelijk ook biokogierzwaluw.

## Bescherming
In 1989 werd het behoud van het bosgebied van het park in zones onderverdeeld met het oog op de toekenning van concessies voor houtkap en werden agrobosbouwactiviteiten aangemoedigd. In een onderzoek dat in opdracht van USAID werd uitgevoerd, werd geconstateerd dat de jacht op zoogdieren in het park een ernstig probleem was dat dringend moest worden aangepakt. In 2005 meldde Caldecott dat landbouw, jacht en houtkap niet waren toegestaan in het park.